# Moa Li Lemhagen Schalin
Moa Li Lemhagen Schalin, ursprungligen Karin Moali Lemhagen, född 24 april 1964 i Uppsala, är en svensk kostymdesigner och stylist. Hon har ansvarat för kläderna i några av sin syster Ella Lemhagens filmer. Vid Guldbaggegalan 2012 vann Lemhagen Schalin det nyinstiftade priset Bästa kostym för sitt arbete med Kronjuvelerna.

## Filmer i urval
- 1996 - Drömprinsen - Filmen om Em
- 1997 - Välkommen till festen
- 1999 - Tsatsiki, morsan och polisen
- 2001 - Om inte
- 2003 - Tur & retur
- 2010 - Kronjuvelerna